# 라시찬
라시찬(羅時燦, 1940년 ~ 1981년 1월 5일)은 1970년대 대한민국의 텔레비전 배우였다. 대표적 출연작은 《전우》, 《아씨》《귀향》 등이었다.
충청남도 대덕군 북면(신탄진읍, 현 대전광역시 대덕구) 출신으로, 1969년 KBS 배우로 데뷔하였다. 1975년 드라마 《전우》에서 주인공인 소대장 김소위 역을 맡아 인기를 얻었고, 1975년 10월에는 제3회 대한민국 방송상 TV연기상을 시상하였다.
1978년 12월 TV드라마 《귀향》녹화중 결핵성 뇌막염으로 쓰러져 투병생활을 하였고, 1981년 1월 5일 아침 신탄진의 고향 집에서 사망하였다.

## 수상
- 1978년 제3회 대한민국 방송상 남자TV연기상